# Краснодарка (Омская область)
Краснода́рка — деревня в Павлоградском районе Омской области. Входит в состав Тихвинского сельского поселения.

## История
Основана в 1906 году. В 1928 году село Красно-Дарское состояло из 156 хозяйств, основное население — украинцы. В административном отношении являлось центром Красно-Дарского сельсовета Уральского района Омского округа Сибирского края.

## Население
| 1926 | 2010 |
| ---- | ---- |
| 825  | ↘189 |

## Улицы
В деревне имеются две улицы: Зелёная и Садовая.